# Летний побег Дэви Шоу
«Летний побег Дэви Шоу», или «Летом, когда все случилось» (англ. The Runaway Summer of Davie Shaw) — роман американского писателя Марио Пьюзо, изданный в 1966 году. Единственная книга писателя для подростков. Автор посвятил её Джой, Вирджинии, Юджину, Дороти и Тони.

## Сюжет
Родители четырнадцатилетнего мальчика по имени Дэви Шоу (англ. Davie Shaw) отправляются в кругосветное путешествие, праздновать юбилей своей свадьбы, а сына оставляют на попечение дедушки и бабушки, которым внук не очень-то нужен. О мальчике заботится его дядя по имени Дэвис (англ. Davies), который много сил тратит на благоустройство своего сада. Но эксперименты с устройством сада терпят неудачу, и Дэви уходит из дома. Он самостоятельно отправляется в путешествие по всем США вместе со своим пони. По пути он знакомится с весьма эксцентричными и странными люди, которые все имеют свои особенности. Например, мальчик попадает в секту слушателей аплодисментов; встречает группу мужчин, сидящих в доме, постоянно одетых в смокинги и ждущих часа, когда они станут известными, ничего, однако, для этого не делая. Дэви Шоу не страдает от того, что находится вдали от родителей и дома, скорее наоборот, он счастлив.